# تومي أليسون
تومي أليسون (بالإنجليزية: Tommy Allison)‏ (1875 بإدنبرة في المملكة المتحدة - 4 مارس 1961) هو مدرب كرة قدم ولاعب كرة قدم بريطاني (وحمل سابقاً جنسية المملكة المتحدة لبريطانيا العظمى وأيرلندا) في مركز نصف الجناح. لعب مع نادي ريدنغ ووست هام يونايتد وNew Brighton Tower F.C. ‏.